# Claopodium rugulosifolium
Claopodium rugulosifolium är en bladmossart som beskrevs av Zeng Shu-ying 1981. Claopodium rugulosifolium ingår i släktet Claopodium och familjen Thuidiaceae. Inga underarter finns listade i Catalogue of Life.